# Dielitzia tysonii
 Dielitzia tysonii  P.S.Short, 1989 è una specie di pianta angiosperma dicotiledone della famiglia delle Asteraceae (sottofamiglia Asteroideae, tribù Gnaphalieae e sottotribù Gnaphaliinae).  Dielitzia tysonii è anche l'unica specie del genere  Dielitzia  P.S.Short, 1989.

## Etimologia
Il nome generico (Dielitzia) è un anagramma commemorativo derivato dai cognomi dei botanici F. L. E. Diels (1874-1945) e E. G. Pritzel (1875-1946). L'epiteto specifico (tysonii) commemora Isaac Tyson, un pastore che raccolse per primo le piante nel 1893.
Il nome scientifico della specie è stato definito dal botanico Philip Sydney Short (1955-) nella pubblicazione " Muelleria; an Australian Journal of Botany. Melbourne" ( Muelleria 7(1): 105) del 1989. Il nome scientifico del genere è stato definito nella stessa pubblicazione.

## Descrizione
Portamento. La specie di questa voce ha un habitus di tipo erbaceo annuale rosulato e cespitoso (con 1 - 20 cespi). I cauli di queste piante sono provvisti del floema, ma non di canali resiniferi; mentre i sesquiterpeni lattoni sono normalmente assenti (piante senza lattice).
Fusto. La parte aerea in genere è eretta, semplice o ramosa. Altezza media: 1 – 5 cm.
Foglie. Le foglie in sono disposte in modo opposto (alla base) a alterno (quelle cauline o superiori) e sono quasi sempre sessili. La lamina è intera e piatta con forme strettamente lineari; i margini sono continui a volte revoluti; l'apice è mucronato. La consistenza è succulenta. La superficie è tomentosa o lanosa su entrambe le superfici. Dimensione delle foglie: lunghezza 1 – 8 cm.
Infiorescenza. Le sinflorescenze sono composte da 4 - 15 capolini raccolti in dense formazioni inframezzate dalle foglie. Le infiorescenze vere e proprie sono formate da un capolino terminale di tipo disciforme (con fiori eterogami). I capolini sono formati da un involucro, con forme da largamente ellissoidali a obloidi, composto da 8 - 12 brattee (interne ed esterne), al cui interno un ricettacolo fa da base ai fiori. Le brattee, glabre o pelose a consistenza cartilaginea e brunastre, sono disposte in modo più o meno embricato su 2 serie e possono essere connate alla base (strati di stereoma indiviso);  talora possono avere un margine ialino. Il ricettacolo è senza pagliette a protezione della base dei fiori; la forma è a coppa. Dimensione dei capolini: 4 - 6 x 3 – 7 mm.
Fiori.  I fiori (uno pr capolino) sono tetra-ciclici (formati cioè da 4 verticilli: calice – corolla – androceo – gineceo) e pentameri (calice e corolla formati da 4 - 5 elementi). Sono inoltre tubulosi, attinomorfi e si distinguono in:
- fiori del disco esterni: sono assenti;
- fiori del disco centrali: sono pochi e sono ermafroditi oppure talvolta sono funzionalmente maschili; la forma è tubulare;

In questo gruppo di piante i fiori radiati (ligulati o del raggio) sono assenti; a volte sono confusi con i fiori femminili (tubulosi) del disco esterno più o meno sub-zigomorfi con un lembo piatto e possono essere interpretati come fiori del raggio.
- Formula fiorale:

*/x K {\displaystyle \infty }, [C (5), A (5)], G 2 (infero), achenio
- Calice: i sepali del calice sono ridotti ad una coroncina di squame.
- Corolla: la forma della corolla normalmente è tubolare con 5 lobi (raramente 4); i lobi hanno una forma deltata o più o meno lanceolata. I colori della corolla sono giallo e varietà.
- Androceo: l'androceo è formato da 4 - 5 stami sorretti da filamenti generalmente liberi; gli stami sono connati e formano un manicotto circondante lo stilo; le teche (produttrici del polline) sono prive di sperone, ma hanno la coda (una sola); le appendici apicali delle antere hanno delle forme da ovate a lineari e piatte; il tessuto endoteciale (rivestimento interno dell'antera) è quasi sempre polarizzato (con due superfici distinte: una verso l'esterno e una verso l'interno). Il polline è di tipo echinato (con punte sporgenti) a forma sferica è formato inoltre da due strati di ectesine, mentre lo strato basale è spesso e regolarmente perforato (tipo “gnafaloide”).[7]
- Gineceo: l'ovario è infero uniloculare formato da 2 carpelli. Lo stilo (il recettore del polline) è intero o biforcato con due stigmi nella parte apicale. Gli stigmi hanno una forma troncata; possono essere ricoperti da minute papille o avere dei penicilli apicali. Le superfici stigmatiche sono separate.[7]

Frutti. I frutti sono degli acheni con pappo. Gli acheni sono piccoli a forma obovoidale; la superficie può essere ricoperta di tricomi allungati; il pericarpo può essere percorso longitudinalmente da alcuni fasci vascolari. Il pappo è formato da 10 setole capillari (piumose o barbate) connate in un anello.

## Biologia
Impollinazione: l'impollinazione avviene tramite insetti (impollinazione entomogama tramite farfalle diurne e notturne).

Riproduzione: la fecondazione avviene fondamentalmente tramite l'impollinazione dei fiori (vedi sopra).

Dispersione: i semi (gli acheni) cadendo a terra sono successivamente dispersi soprattutto da insetti tipo formiche (disseminazione mirmecoria). In questo tipo di piante avviene anche un altro tipo di dispersione: zoocoria. Infatti gli uncini delle brattee dell'involucro (se presenti) si agganciano ai peli degli animali di passaggio disperdendo così anche su lunghe distanze i semi della pianta. Inoltre per merito del pappo il vento può trasportare i semi anche a distanza di alcuni chilometri (disseminazione anemocora).

## Distribuzione e habitat
La specie di questa voce è distribuita in Australia occidentale.

## Tassonomia
La famiglia di appartenenza di questa voce (Asteraceae o Compositae, nomen conservandum) probabilmente originaria del Sud America, è la più numerosa del mondo vegetale, comprende oltre 23.000 specie distribuite su 1.535 generi, oppure 22.750 specie e 1.530 generi secondo altre fonti (una delle checklist più aggiornata elenca fino a 1.679 generi). La famiglia attualmente (2021) è divisa in 16 sottofamiglie; la sottofamiglia Asteroideae è una di queste e rappresenta l'evoluzione più recente di tutta la famiglia.

### Filogenesi
Il genere della specie di questa voce è descritto nella tribù Gnaphalieae, una delle 21 tribù della sottofamiglia Asteroideae. Da un punto di vista filogenetico, la tribù Gnaphalieae fa parte del supergruppo (o sottofamiglia) "Asteroideae grade"; l'altro è il supergruppo "Non-Asteroideae" contenente il resto delle sottofamiglie delle Asteraceae. All'interno del supergruppo è vicina alle tribù Senecioneae, Calenduleae, Astereae e Anthemideae.
La sottotribù Gnaphaliinae è caratterizzata da portamenti di vario tipo con specie ginomonoiche e monoiche, da foglie con margini interi, da capolini disciformi omogami o eterogami e raramente radiati (o subradiati), dallo stilo con rami troncati e superfici stigmatiche separate apicalmente, da acheni glabri o con tricomi allungati e pappo ridotto.
Il genere della specie di questa voce appartiene al gruppo Australasian clade, un gruppo informale monofiletico della sottotribù Gnaphaliinae diviso in quattro sottocladi: Angianthus (specie effimere dell'Australia occidentale), Waitzia (specie perenni dell'Australia orientale), Cassinia (specie con portamento arbustivo) e Euchiton (specie perenni simili a piante lanose e alpine). Il genere  Dielitzia è posizionato nel subclade "Angianthus" che, da un punto di vista filogenetico, rappresenta il "core " del gruppo (l'ultimo che si è evoluto). In particolare Dielitzia tysonii appartiene agli ultimi generi separatisi dal subclade e risulta "sorella" della specie Myriocephalus rhizocephalus (DC.) Benth. (insieme formano probabilmente il gruppo che si è formato più recentemente)..
I caratteri distintivi della specie  Dielitzia tysonii sono:
- le brattee involucrali sono disposte su più serie;
- le brattee dell'involucro sono cartilaginee.

Il numero cromosomico di queste piante è: 2n = 26.